# Louis Deshayes
Louis Deshayes (auch Louis des Hayes de Courmenin; * 1600; † 1632 in Béziers, ) war ein französischer Diplomat während des Dreißigjährigen Krieges.

## Leben
1621 wurde Louis Deshayes von Ludwig XIII. in das osmanische Palästina beordert. 1624 war er Gesandter beim schwedischen König Gustav II. Adolf in Dänemark. 1629 schloss er mit dem russischen Zar Michael I. einen Handelsvertrag ab.
Kaufleute aus Marseille hatten bei Ludwig XIII. einen Handelsvertrag mit Persien beantragt. Letzterer ließ Deshayes am 18. Februar 1626 für eine entsprechende diplomatische Mission instruieren. Deshayes reiste an die Hohe Pforte und ließ über den dortigen französischen Gesandten Philippe de Harlay, Graf von Césy, dem osmanischen Sultan Murad IV. mitteilen, Zweck seiner Mission sei eine Desavouierung der freundlichen Beziehungen von Persien zu Spanien und Portugal. Die Argumentation überzeugte aber weder de Césy noch Außenminister Khosrev Pasha Khan, die weitere Missionen in dieser Sache zu verhindern wussten.
1629 war Deshayes französischer Gesandter in Moskau.
Nach der Verschwörung von Gaston de Bourbon, duc d’Orléans gegen Kardinal Richelieu, in die Deshayes verwickelt war, wurde er von Hercule de Charnacé in Mainz verhaftet und in Béziers enthauptet.

## Veröffentlichungen
- Voyage du Levant, fait par le commandement du roi en 1621, Paris, 1624.
- Voyages au Danemark, 1664.
- Louis Deshayes de Courmenin et l’Orient musulman 1621–1626.